# Sofia Open 2022
Sofia Open 2022 — тенісний турнір, що проходив на кортах з твердим покриттям у місті Софія, Болгарія з 26 вересня. Належав до категорії ATP 250.

## Фінальна частина

### Одиночний розряд
Марк-Андреа Гюслер —  Гольгер Руне 6–4, 7–6(10–8)

### Парний розряд
Рафаель Матос /  Давід Веґа Ернандес —  Фабіан Фаллерт /  Оскар Отте 3–6, 7–5, [10–8]